# Vert-de-gris (roman)
Vert-de-gris (Field Grey) est un roman policier historique de Philip Kerr publié en anglais en 2010 et en français en 2013. Il s'agit du septième volet de la série Bernie Gunther.

## Résumé
1954. L'US Navy arraisonne le bateau de Bernie Gunther alors que celui-ci essaie de fuir Cuba et cherche à atteindre Haïti en compagnie d'une séduisante fugitive recherchée pour meurtre. Sans doute, espère-t-il, les services secrets américains attendent-ils simplement de lui des informations sur le gangster Meyer Lansky. Mais il doit vite déchanter. D'abord détenu au camp de Guantánamo puis à New York, puis incarcéré dans diverses geôles d'Europe, dont la prison de Spandau, à Berlin, et menacé d'être livré aux Soviétiques, Bernie est interrogé par la CIA sur son rôle dans la SS, à l'époque où il portait un uniforme vert-de-gris, mais aussi sur un personnage qu'il a bien connu autrefois : Erich Mielke, qui fait aujourd'hui fonction d'éminence grise au sein de la RDA et entame son ascension vers les sommets de la Stasi. De leur côté, les services secrets français mettent au point une stratégie complexe pour débusquer un ancien « collabo » parmi des prisonniers de guerre allemands revenus des camps soviétiques. Questionné sur le rôle des Einsatzgruppen dans la région de Minsk, l'ancien soldat allemand se rend compte qu'il n'est plus qu'un pion entre les anciens Alliés et que la loyauté de jadis a volé en éclats dans la guerre froide. De l'aide qu'il pourra fournir aux uns et aux autres, ou plutôt des ruses qu'il pourra déployer pour leur échapper, dépendra son éventuelle remise en liberté. À moins qu'il ne préfère être pendu pour meurtre...

## Galerie

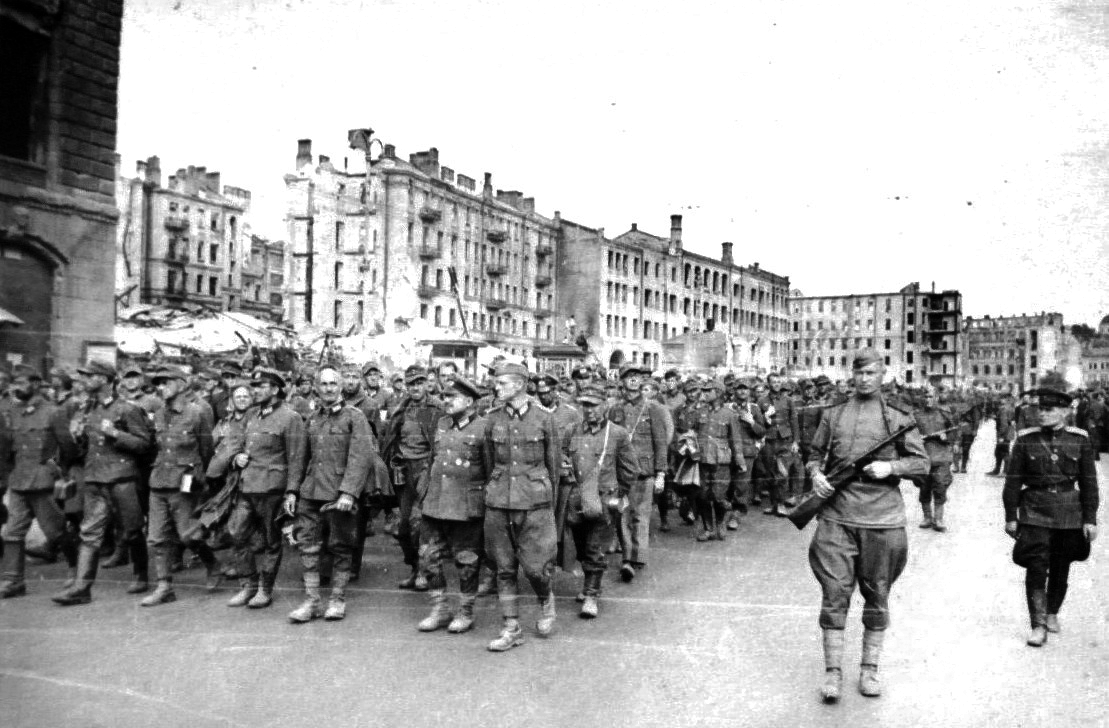
Prisonniers de guerre allemands à Kiev
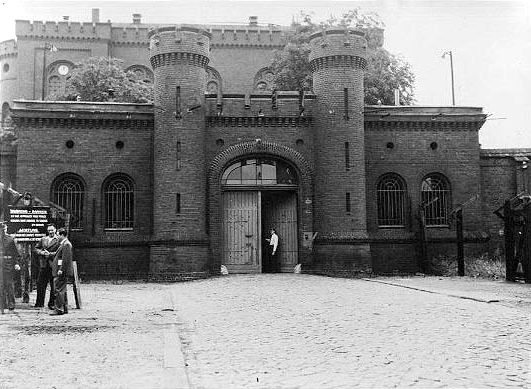
La prison de Spandau en 1951
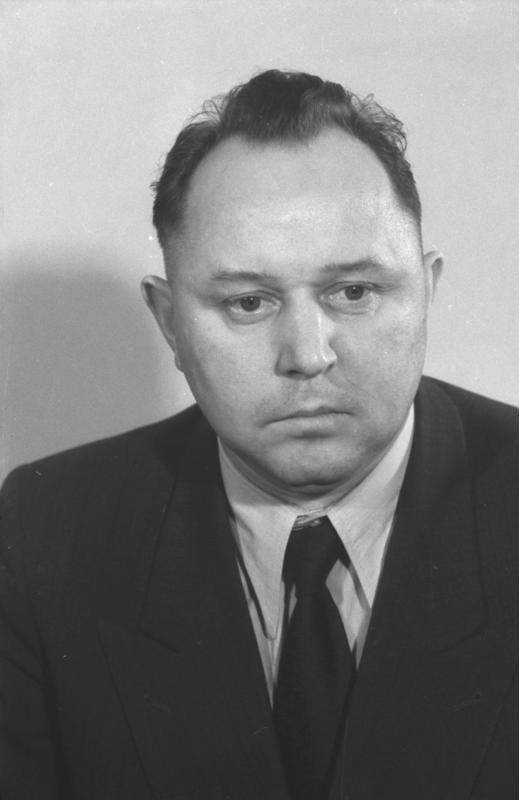
Erich Mielke en 1954